# Source-Seine
Source-Seine é uma comuna francesa na região administrativa da Borgonha-Franco-Condado, no departamento de Côte-d'Or. Estende-se por uma área de 16.41 km², e possui 62 habitantes, segundo o censo de 2018, com uma densidade de 3.8 hab/km².
Foi criada, em 1 de janeiro de 2009, a partir da fusão das antigas comunas de Saint-Germain-Source-Seine e Blessey.